# 古代教会スラヴ語
古代教会スラヴ語（こだいきょうかいスラヴご、ⰔⰎⰑⰂⰡⰐⰠⰔⰍⰟ ポーランド語: Język staro-cerkiewno-słowiański 英語: Old Church Slavonic または Old Church Slavic）、古代スラヴ語（古スラヴ語、ロシア語: старославянский язык, древнеславянский язык）は、スラヴ語による最古の文語である。正教会のスラヴ語地域で用いる聖書は教会スラヴ語で書かれ、奉神礼もこの言語で行なわれているが、古代教会スラヴ語はその元になった言語であり、おおよそ9世紀から11世紀に使われた。
古代教会スラヴ語はスラヴ諸語が分化する前のスラヴ祖語とは異なって南スラヴ語に近いものだが、音声・形態においてスラヴ祖語に近い、きわめて古い形を保っている。このためにわずかな修正でスラヴ祖語の代用として使えるだけでなく、インド・ヨーロッパ語族比較言語学のための重要な資料になっている。ただし語彙については必ずしも古形を保っていない。

## 歴史
最初に古代教会スラヴ語に聖書を翻訳したのは、スラヴ語を書き表すための最初の文字であるグラゴル文字を考案したキュリロスとメトディオスの兄弟で、現存する古代教会スラヴ語の著作はほぼ全てがギリシア語から翻訳されたキリスト教文献である。
キュリロスとメトディオスはマケドニア地方のテッサロニキの出身であり、古代教会スラヴ語と呼ばれている言語はスラヴ語派の中でもこの地方で話されていた南スラヴ語群に基づくと考えられ、現在のマケドニア語やブルガリア語と関係が深い。このため、狭い意味では古代教会スラヴ語とはマケドニア・ブルガリア地方の方言をもとに作られたスラヴ語文献の言語のことであり、ブルガリアでは古代ブルガリア語（Старобългарски език）と呼ばれる。ただし、当時のスラヴ語文献には、ボヘミア（チェコ）の西スラヴ語群やルーシ（ウクライナ、ベラルーシ、ロシア）の東スラヴ語群の方言の特徴を含むものも多い。
古代教会スラヴ語はスラヴ諸語地域に広がった後、各地の生きた言語を反映して異なる文語が発達した。これらの地方的変種を総称して教会スラヴ語と称する。古代教会スラヴ語と教会スラヴ語の境界は便宜上、人為的に1100年と定められている。ただしロシアにおいては11世紀の中ごろのロシア最古の文献であるオストロミール福音書にすでにロシア口語の影響が見られ、したがってロシアでは教会スラヴ語は11世紀～17世紀頃の言語とされる。

## 資料
古代教会スラヴ語の成立は9世紀であるが、9世紀の資料は残っておらず、現存する写本は一部が10世紀、大部分は11世紀に、主にマケドニアとブルガリアで作られたと推定される。
グラゴール文字で書かれた写本には以下のものがあり、主にマケドニアで作られたと推定される。
- ゾグラフォス写本 (Codex Zographensis)  - 四福音書。
- マリア写本 (Codex Marianus)  - 四福音書。
- アッセマーニ写本 (Codex Assemanius)  - 福音書の典礼用抜粋。
- シナイ詩篇 (Psalterium Sinaiticum)  - 詩篇。
- シナイ祈祷書 (Euchologium Sinaiticum)
- クローツ文書 (Glagolita Clozianus)  - 説教集。
- キエフ断片 (Kiev Missal)  - 西方教会方式のミサ典礼書の7葉の断片で、最古の写本とされる。言語的にももっとも古形を保つが、チェコ語的な特徴を持つ[8]。

キリル文字で書かれた写本は以下のものがあり、主に東部ブルガリアで作られたと推定される。時代はグラゴール文字写本よりも新しい。
- サバの本 (Sava's book)  - 福音書の典礼用抜粋。
- スプラシル写本 (Codex Suprasliensis)  - 教会暦によってまとめられた聖者伝。
- エニナのアポストル (Enina Apostle)  - 1960年発見、使徒言行録の典礼用抜粋。

## 音声
子音は以下のものがあった。ほかにギリシア語からの借用語には/f θ/も使われているが、必ずしも書かれた通りには発音されなかったようである。
|        | 両唇音 唇歯音 | 歯茎音        | 硬口蓋音      | 軟口蓋音 |
| ------ | ------------- | ------------- | ------------- | -------- |
| 破裂音 | p b           | t d           |               | k g      |
| 破擦音 |               | c /ts/ ʒ /dz/ | č /tʃ/        | x        |
| 摩擦音 | v             | s z           | š /ʃ/ ž /ʒ/   |          |
| 鼻音   | m             | n             | ń /ɲ/         |          |
| 流音   |               | l r           | ľ /lʲ/ ŕ /rʲ/ |          |
| 半母音 |               |               | j             |          |

完全母音は口母音a ě e i y /ɨ/ o uおよび鼻母音ę ǫがあった。このうちěの音価は方言によって違ったらしいが、キュリロス自身の発音では、子音の後では広いeであり、それ以外の位置では/ja/に近く発音された。以上の9母音のほかにイェルと呼ばれる弱い母音ъ ь（ŭ ĭとも翻字される）があったが、正確な音価は不明である。ギリシア語からの借用語に/y/があったが、/i/または/u/と発音されることもあったらしい。
母音の長短や強勢の位置については表記されないために明らかでない。
9世紀の古代教会スラヴ語は開音節言語であり、すべての音節は母音で終わっていたと考えられている。前置詞にはzで終わるものもあるが、必ず後続の語とつなげて発音されるため、例外にはあらたない。しかし、10世紀後半ごろのブルガリア・マケドニア方言ではイェルの一部が脱落した結果、開音節言語ではなくなった。

## 文法
名詞・代名詞・形容詞・分詞は3つの数（単数、双数、複数）、3つの性（男性、女性、中性）、7つの格（主格、対格、属格（生格）、与格、具格（造格）、所格、呼格）があり、格語尾によって標示される。代名詞の格語尾は名詞のものとは異なる。形容詞には長語尾形と短語尾形があり、前者は主に名詞の限定に用いられ、既知の情報を表す。
動詞は完了体と不完了体の体（相）の区別がある。また運動を表す動詞には定動詞と不定動詞の区別がある。3つの人称と3つの数、5つの時制（現在、未完了過去、アオリスト、完了、過去完了）、3つの法（直説法、命令法、条件法）によって変化するが、このうち完了・過去完了・条件法は迂言法を使用する。また、動詞から派生した各種分詞、動名詞、不定詞、目的分詞がある。

## 関連文献
- 服部文昭『古代スラヴ語の世界史』白水社、2020年。